# Kamperdam

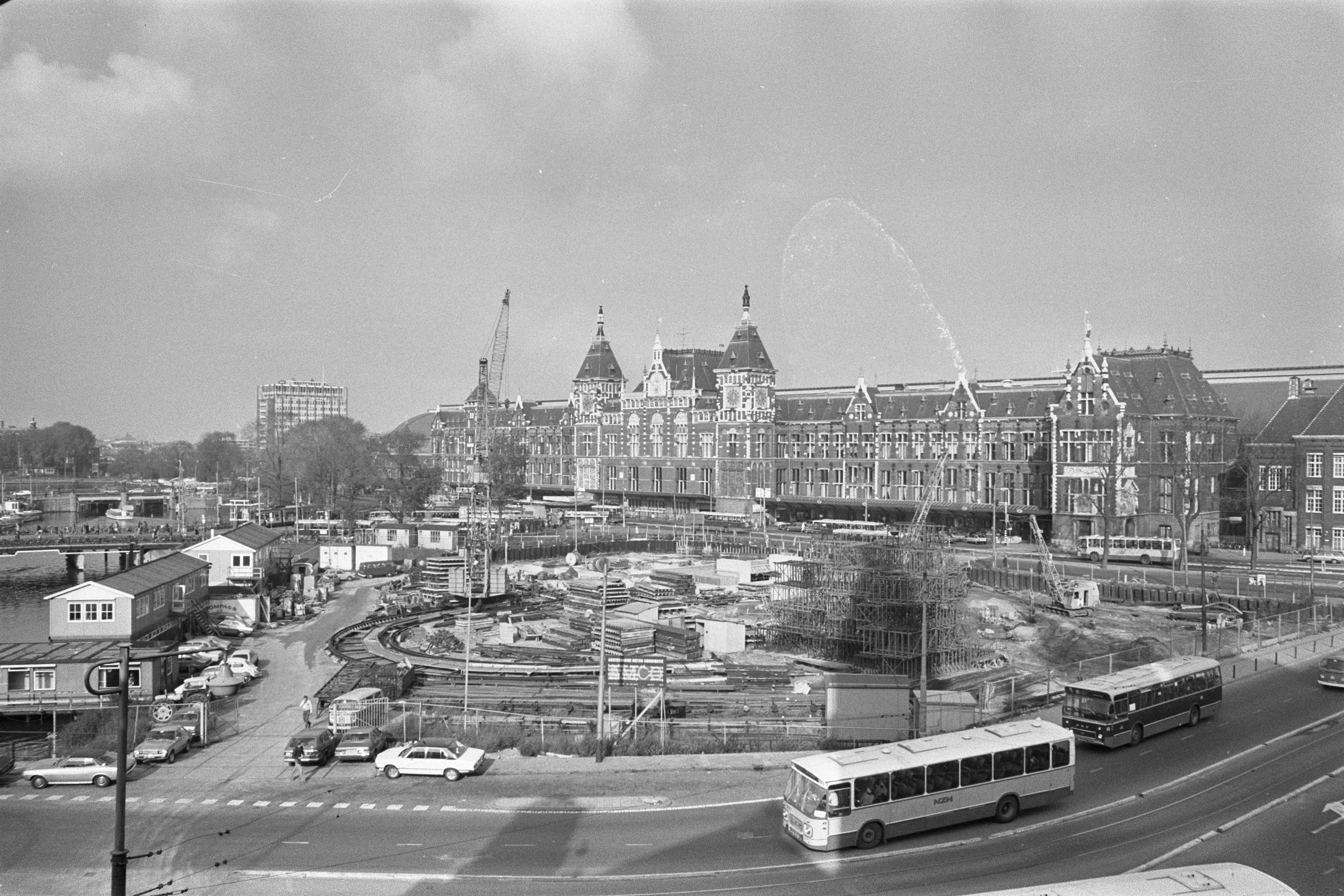
Kamperdam in 1977

De Kamperdam was een tijdelijke dam in het centrum van Amsterdam. De dam werd begin jaren zeventig aangeplempt in het water van het Open Havenfront aan het oostelijk deel van het Stationsplein ten westen van de Kamperbrug. De dam was noodzakelijk om ruimte vrij te maken voor de aanleg van het eindstation van de Oostlijn.
Ook het Noord-Zuid-Hollands Koffiehuis moest hiervoor tijdelijk verdwijnen evenals de rondvaartboten. Door ruimtegebrek door verdere werkzaamheden voor het station werd op de dam, inmiddels het dak van het metrostation, eind jaren zeventig een tijdelijk busstation ingericht voor de GVB-buslijnen die van het werkterrein voor het station moesten verdwijnen.
Na de opening van de metro in 1980 werd de dam afgegraven en keerde het water in het Open Havenfront terug evenals het Koffiehuis. In verband met werkzaamheden aan de Noord/Zuidlijn verscheen in 2008 over een deel van de voormalige dam een tijdelijke busbrug voor de GVB buslijnen naar Noord. Eind 2014 werd de tijdelijke brug buiten gebruik gesteld na de verhuizing van de buslijnen naar het busstation IJzijde. 
De dam was, evenals de Kampenbrug, vernoemd naar het voormalige Bolwerk Kamperhoofd.